# Catedral de San Isidoro (Holguín)
La Catedral de San Isidoro, conocida también como Catedral de Holguín, es el principal templo católico de la Diócesis de Holguín, situada en la región oriental de Cuba. Se ubica en el centro histórico de la ciudad, frente al Parque Julio Grave de Peralta, y constituye uno de los símbolos religiosos y arquitectónicos más representativos de la urbe. Su importancia radica no solo en su valor espiritual como sede episcopal, sino también en su relevancia patrimonial, pues combina elementos arquitectónicos singulares y conserva una historia que se remonta a los orígenes de la propia ciudad.

## Ubicación
El templo se encuentra en la calle Libertad, en pleno corazón del casco histórico de Holguín. Su fachada principal mira hacia el Parque Peralta, más conocido como Parque de las Flores, espacio que desde la época colonial ha sido punto de encuentro cívico y social. Originalmente, el área frente a la iglesia era conocida como Plaza de San Isidoro, convirtiéndose en uno de los ejes políticos y religiosos de la ciudad. La ubicación central de la catedral responde a las disposiciones de las Leyes de Indias, que exigían que en las villas sin acceso al mar se erigiera una plaza principal con portales y edificios significativos, entre ellos la iglesia parroquial.

## Historia
Los orígenes de la iglesia dedicada a San Isidoro de Sevilla se remontan a 1680, cuando en el Hato de Managuaco, situado en la costa norte del territorio, se levantó la primera edificación religiosa por iniciativa de Don Francisco González de Rivera. En 1709 fue trasladada a Las Guazumas, en el Hato de las Cuevas, y en 1719 a Cayo Llano, coincidiendo con la fundación oficial del poblado de San Isidoro de Holguín. La primera iglesia en el nuevo asentamiento fue diseñada por el regidor Don Diego de Ávila y de la Torre y bendecida el 3 de abril de 1720, celebrándose la primera misa al día siguiente. El primer párroco fue el presbítero Juan González de Herrera y López, nombrado por el obispo Jerónimo Valdés en enero de 1719.
La primitiva iglesia era una modesta construcción de madera ubicada en el lugar que antes ocupaba el bramadero del Hato de García Holguín. En 1730 fue demolida para erigir una nueva estructura de embarrado con techumbre de tejas, maderas labradas, pisos de ladrillo y tierra, que posteriormente fue ampliada en 1751 con dos naves laterales y una sacristía. En aquel entonces, el conjunto incluía un campanario de madera con dos campanas medianas y un cementerio lateral cercado con estacas, que sirvió como camposanto hasta finales del siglo XVIII.
A finales de ese siglo, el deterioro del edificio llevó a planificar su reconstrucción y ampliación. En 1800 se añadió la capilla de la Virgen del Rosario, seguida de la capilla de Jesús Nazareno, hoy dedicada a la Virgen de la Caridad. Las obras de reconstrucción concluyeron oficialmente en 1815, aunque las remodelaciones continuaron durante el siglo XIX y la primera mitad del siglo XX. Entre 1818 y 1820 se levantó la estructura que, con posteriores modificaciones, constituye la catedral actual.
Durante el siglo XIX y principios del XX, el templo albergó valiosos altares dorados, imágenes con ornamentos de metales preciosos y piedras, así como vasos sagrados de oro. Entre 1922 y 1940, en sus instalaciones funcionó la primera biblioteca pública de Holguín. En 1979, el papa Juan Pablo II erigió la Diócesis de Holguín, elevando la iglesia parroquial al rango de catedral. Su consagración solemne como tal se realizó el 25 de abril de 1996.

## Arquitectura

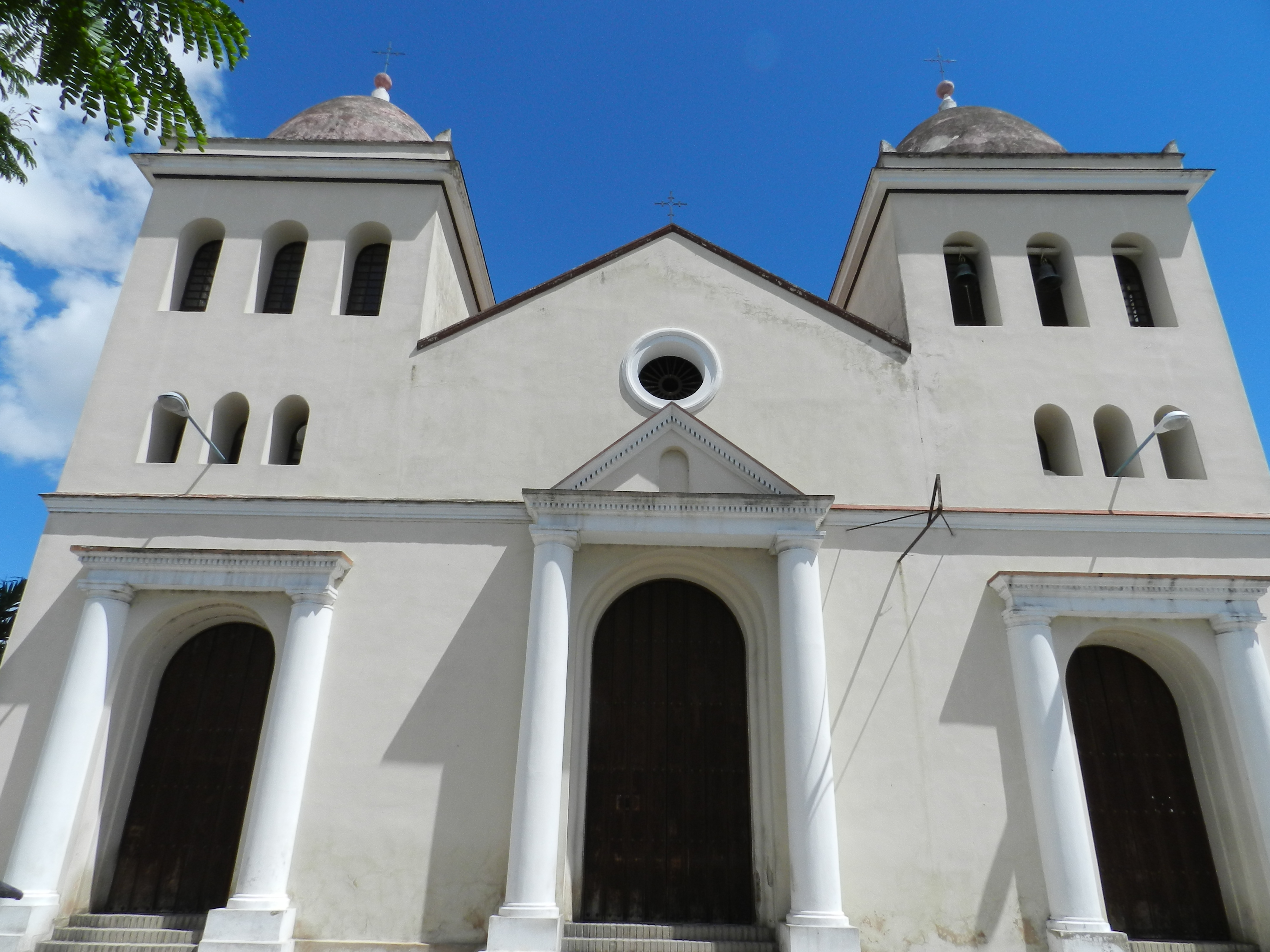
Fachada de la catedral.

La Catedral de San Isidoro presenta una planta en forma de “T” latina, algo poco frecuente en la arquitectura religiosa cubana. La fachada principal se compone de tres puertas de gran tamaño, flanqueadas por columnas adosadas, y coronada por un frontón triangular central. Durante el siglo XX, su torre original fue sustituida por dos torres simétricas a ambos lados de la nave central, modificación que alteró su perfil original pero mantuvo la armonía general del conjunto.
El interior conserva una notable influencia morisca, visible en los artesonados de madera finamente trabajados que cubren la nave central, considerados entre los ejemplos más bellos del estilo mudéjar en Holguín. Las capillas laterales conforman los brazos de la cruz latina, y destacan por sus cielos rasos artísticamente decorados. El altar mayor alberga la imagen de San Isidoro, patrono de la ciudad, mientras que las capillas laterales contienen imágenes de santos muy venerados en la tradición cubana.
En el exterior, la catedral se abre hacia una plaza con pórticos de arcadas y plazoletas laterales. A lo largo de su historia, el templo ha pasado por varias restauraciones, la más importante en tiempos recientes, que incluyó la reparación de techos, vitrales, bancos, mejoras en la iluminación y la instalación de climatización.

### Estatua de Juan Pablo II
En el atrio derecho del templo se erige una estatua de Juan Pablo II, la primera dedicada al pontífice en Cuba, y develada en junio de 2005 durante la clausura del Primer Congreso Eucarístico Diocesano por el cardenal Jaime Ortega Alamino, entonces Arzobispo de La Habana.
La escultura fue elaborada por los escultores Héctor Carrillo y Henry Wilson, usando la técnica de cemento directo. Representa a Juan Pablo II de pie, vestido con mitra, alba y casulla, sosteniendo el báculo contra el pecho y con el brazo derecho levantado en señal de bendición. La estatua tiene un tamaño natural —unos 2,30 m de altura— y un peso estimado cercano a tres toneladas.
La visita del Papa Francisco en septiembre de 2015 incluyó una parada en esta estatua durante su recorrido litúrgico por Holguín. Luego de oficiar misa en la Plaza Mayor General Calixto García, Francisco se dirigió al atrio de la catedral, donde visitó y se detuvo delante de la estatua de su predecesor.
Este homenaje escultórico no solo es un símbolo religioso, sino también un signo del impacto histórico de Juan Pablo II en la región, al haber sido el pontífice que creó la Diócesis de Holguín en 1979.

## Diócesis de Holguín

Escudo de la Diócesis de Holguín.

La Diócesis de Holguín fue creada por el papa Juan Pablo II el 25 de marzo de 1979, desmembrándose de la Arquidiócesis de Santiago de Cuba y abarcando los territorios de las provincias de Holguín y Las Tunas. La Catedral de San Isidoro se convirtió en su sede episcopal, y desde entonces ha sido el lugar donde se realizan las principales celebraciones diocesanas, así como las ordenaciones sacerdotales y otros actos relevantes para la comunidad católica del oriente cubano.

## Actualidad
Hoy en día, la Catedral de San Isidoro sigue siendo el principal centro de culto de la Diócesis de Holguín y sede del obispo. Se celebran misas diarias y las principales festividades litúrgicas del calendario católico, como la Semana Santa, la Navidad y la festividad de San Isidoro el 4 de abril. La catedral también custodia los libros de registro de bautismos, matrimonios y defunciones desde 1731, lo que la convierte en un importante archivo histórico y genealógico.
En septiembre de 2015, durante la visita del papa Francisco a Cuba, la ciudad de Holguín fue uno de los puntos destacados de su itinerario. Aunque la misa campal se celebró en la Plaza de la Revolución Mayor General Calixto García, la catedral ocupó un papel central en la acogida de los actos litúrgicos y en la organización de la visita papal.